# Łyszczyki (Białoruś)
Łyszczyki (biał. Лышчыкі; ros. Лыщики) – wieś na Białorusi, w obwodzie brzeskim, w rejonie kobryńskim, w sielsowiecie Tewle.
Dawniej wieś i majątek ziemski. W dwudziestoleciu międzywojennym wieś leżała w Polsce, w województwie poleskim, w powiecie kobryńskim.
W miejscowości znajduje się przystanek kolejowy Stołpy na linii Moskwa - Mińsk - Brześć.